# بيرتولد
بيرثولد (بالألمانية: Berthold V.)‏ هو كاهن كاثوليكي ألماني، ولد في 1180 في بامبرغ في ألمانيا، وتوفي في 23 مايو 1251 في أكويليا في إيطاليا.